# آرثر غيش
كان آرثر غيش (15 أغسطس 1939 - 28 يوليو 2010) ناشط سلامٍ أمريكيًا وواعظًا وكاتبًا وخطيبًا عامًا. كان معروفًا بمعارضته لعددٍ من النزاعات، بدءًا من حرب فيتنام وانتهاءً بحرب العراق.

## سيرته الذاتية

### نشاطه
وُلد آرثر غيش في عام 1939 وترعرع في مقاطعة لانكستر في ولاية بنسلفانيا. غادر مزرعة عائلته عندما كان مراهقًا وأعلن نفسه مستنكفًا ضميريًا (معارضًا للخدمة العسكرية). انضمّ غيش إلى خدمة الأخوة التطوعية، وهي جزء من كنيسة الأخوة، وعمل في أوروبا من عام 1958 حتى عام 1960. خلال الستينيات، احتجّ غيش على حرب فيتنام ودعم حركة الحقوق المدنية.
بعد نشر كتابه «اليسار الجديد والراديكالية المسيحية» في عام 1970، أجرى غيش مقابلةً مع رئيس تحرير الصحيفة اليومية «رسول أثينا». في هذه المقابلة، وصف علاقته بالثقافات البروتستانتية المبكرة فيما يتعلق بالشعائر والخلاف، إذ قال غيش: «بخصوص العمل في حركة الاحتجاج، لقد جئت لأرى أن الأخوة ومجدّدي المعمودية الأوائل لم يكونوا محافظين. لقد كانوا متطرّفي عصرهم.... لقد فهم الأخوة الأوائل أن المسيحي مختلفٌ تمامًا عن العالم، وأن المسيحي يقف ضد العالم وهو يخوض صراعًا مع العالم. أن يكون المرء في سلامٍ مع الله يعني أن يكون في صراعٍ مع العالم».
تركّز معظم نشاط غيش منذ عام 1995 في الشرق الأوسط، وجرى توجيهه من خلال برنامج فريق المسيحيين لصنع السلام التابع لكنيسة الأخوة. بحضورٍ باهر ومميّز، قضى غيش وقتًا طويلًا في الخارج يعمل في الخليل أو التوّاني في الضفة الغربية. تُظهر صورةٌ التقطتها وكالة «أسوشيتد برس» (AP) في عام 2003 غيش وهو يقف أمام دبابةٍ إسرائيلية في الخليل. عارض غيش وزوجته، الناشطة بيغي غيش، حرب العراق عام 2003. كان آرثر وبيغي غيش متعمّقين بإجراءات السلام في أثينا وأوهايو، التي شهدت تعاونهما مع مجموعة واسعة من أفراد المجتمع المحلي، بما في ذلك أعضاء هيئة التدريس في جامعة أوهايو. عارض آرثر غيش عقوبة الإعدام وحضر احتجاجًا في قاعة محكمة أثينا كلما أقدمت الدولة على تنفيذ حكم إعدام.

### حياته الشخصية
استقرّ غيش وزوجته في مزرعة عضوية في منطقة أميسفيل السكنية في مقاطعة أثينز في ولاية أوهايو، حيث امتهنا الزراعة وبيع المنتجات العضوية والمنتجات الأخرى ذات الصلة.
تُوفّي آرثر غيش في مزرعته في أميسفيل، أوهايو، في 28 يوليو 2010، عندما انقلبت جرارته واشتعلت فيها النيران. كان غيش يبلغ من العمر 70 عامًا، بينما نجت زوجته بيغي غيش التي كانت في العراق لحظة وقوع الحادث.

## أعماله
ألّف غيش كتبًا عديدة ومنها:
- «اليسار الجديد والراديكالية المسيحية» (1970)
- «ما بعد سباق الجرذ» (1972)
- «العيش في المجتمع المسيحي» (1979)
- «مجلة الخليل: قصص صنع السلام اللاعنفي» (2001)
- «مجلة التوّاني: الأمل والعمل اللاعنفي في قرية فلسطينية» (2008)[2]